# The Settlers (série)
The Settlers é uma série de jogos eletrônicos desenvolvidos primeiramente pela Blue Byte, depois produzidos em conjunto da empresa com a Ubisoft. A série, caracterizada pelo gênero de estratégia em tempo real em uma velocidade lenta, teve sua origem com o lançamento de The Settlers, o primeiro jogo, em 1993. Após ele, mais cinco títulos, um remake, três pacotes de missões e quatro expansões foram lançados.

## História
O primeiro título da série foi The Settlers, desenvolvido pela Blue Byte lançado inicialmente na Alemanha em 1993, que, por causa de seu sucesso, marcou a criação de um dos jogos mais conhecidos da série, The Settlers II, com inúmeras novas opções, e que ganhou até um remake. Mesmo com a Blue Byte sendo comprada pela Ubisoft, a série continuou sendo produzida.

## Jogabilidade
A série é bem caracterizada por serem jogos de estratégia em tempo real, porém muito lento, comparado a outros jogos de estratégia, para que se fique mais fácil a administração dos impérios desenvolvidos durante uma partida de qualquer jogo da série.
Outra característica geral é a rede de recursos, onde recursos são extraídos da natureza e podem ser usados diretamente ou então se transformarem em produtos.

## Série
A série é composta por:
- The Settlers (1993) (Conhecido também como Serf City)
- The Settlers II: Veni, Vidi, Vinci (1996)
  - The Settlers II: Mission CD
  - The Settlers II Edição de 10º Aniversário (2006)
- The Settlers III (1998)[2]
  - The Settlers III Mission CD
  - The Settlers III: Quest Of The Amazons
- The Settlers IV (2001)
  - The Settlers IV Mission CD 1 e 2.
  - The Settlers IV: Trojans
- The Settlers: Heritage of Kings (2005)
  - The Settlers: Heritage of Kings Expansion Disk
- The Settlers: Rise of an Empire (2008)
  - The Settlers: Rise of an Empire: The Eastern Realm (2008)
- The Settlers 7: Paths to a Kingdom (2010)
- The Settlers (2019) [3]